# 固有値と固有ベクトル

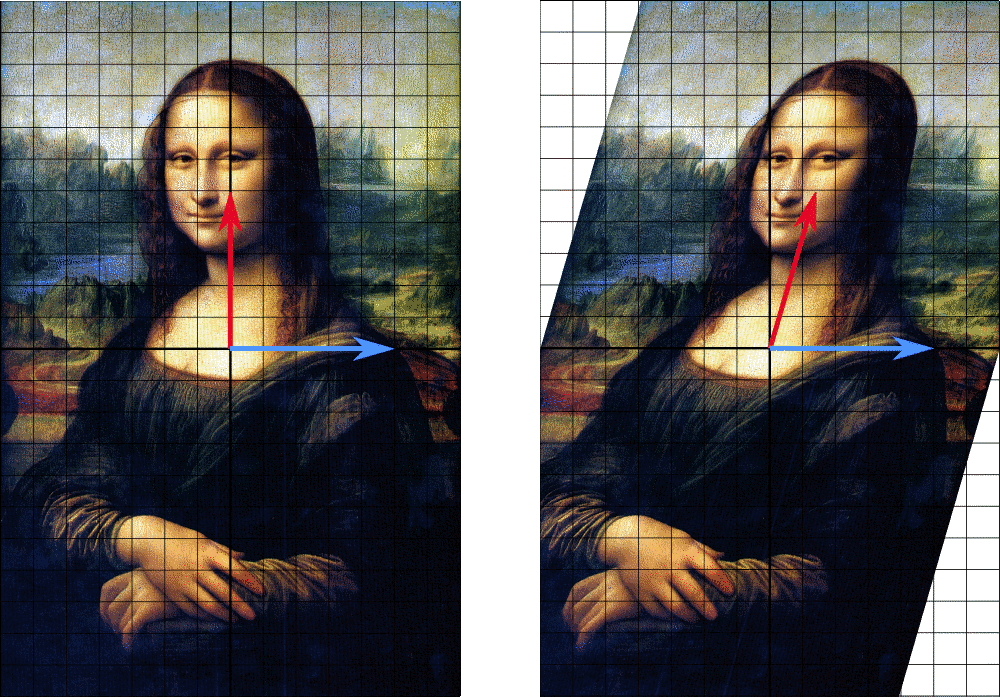
モナ・リザの画像（左図）を平行四辺形に線形変換した画像（右図）。この線形変換において、画像の中にある右向きの矢印（青色）は変化していないのに対し、上を向いた矢印（赤色）は方向が変化している。この青い矢印がこの変換における固有ベクトルであり、赤い矢印は固有ベクトルではない。ここで青い矢印は伸張も収縮もしていないので、この固有値は 1 である。このベクトルと平行なすべてのベクトルは固有ベクトルである。零ベクトルも含めて、これらのベクトルはこの固有値に対する固有空間を形成する。

数学の線型代数学において、線型変換の固有値（こゆうち、英: eigenvalue）とは、零ベクトルでないベクトルを線型変換によって写したときに、写された後のベクトルが写される前のベクトルのスカラー倍になっている場合の、そのスカラー量（拡大率）のことである。この零ベクトルでないベクトルを固有ベクトル（こゆうベクトル、英: eigenvector）という。この2つの用語を合わせて、固有対 (eigenpair) という。
固有値・固有ベクトルは線型変換の特徴を表す指標の一つである。
線形変換 T の固有値の一つを λ とすると、T の固有値 λ に関する固有ベクトルおよび零ベクトルは部分線形空間を形成し、固有空間 (英: eigenspace) という。
与えられた線型変換の固有値および固有ベクトルを求める問題のことを固有値問題 (英: eigenvalue problem) という。ヒルベルト空間論において線型作用素 あるいは線型演算子と呼ばれるものは線型変換であり、やはりその固有値や固有ベクトルを考えることができる。固有値という言葉は無限次元ヒルベルト空間論や作用素代数におけるスペクトルの意味でもしばしば使われる。

## 歴史
現在では、固有値の概念は行列論と絡めて導入されることが多いものの、歴史的には二次形式や微分方程式の研究から生じたものである。
18世紀初頭、ヨハン・ベルヌーイとダニエル・ベルヌーイ、ダランベールおよびオイラーらは、いくつかの質点がつけられた重さのない弦の運動を研究しているうちに固有値問題に突き当たった。18世紀後半に、ラプラスとラグランジュはこの問題をさらに研究し、弦の運動の安定性には固有値が関係していることを突き止めた。彼らはまた固有値問題を太陽系の研究にも適用している。
オイラーはまた剛体の回転についても研究し、主軸の重要性に気づいた。ラグランジュがこの後発見したように、主軸は慣性行列の固有ベクトルである。19世紀初頭には、コーシーがこの研究を二次曲面の分類に適用する方法を示し、その後一般化して任意次元の二次超曲面の分類を行った。コーシーはまた "racine caractéristique"（特性根）という言葉も考案し、これが今日「固有値」と呼ばれているものである。彼の単語は「特性方程式 (英: characteristic equation)」という用語の中に生きている。
フーリエは、1822年の有名な著書 ("Théorie analytique de la chaleur") の中で、変数分離による熱方程式の解法においてラプラスとラグランジュの結果を利用している。スツルムはフーリエのアイデアをさらに発展させ、これにコーシーが気づくことになった。コーシーは彼自身のアイデアを加え、対称行列の全ての固有値は実数であるという事実を発見した。この事実は、1855年にエルミートによって、今日エルミート行列と呼ばれる概念に対して拡張された。ほぼ同時期にブリオスキは直交行列の固有値全てが単位円上に分布することを証明し、クレープシュが歪対称行列に関して対応する結果を得ている。最終的に、ワイエルシュトラスが、ラプラスの創始した安定論 (英: stability theory) の重要な側面を、不安定性の引き起こす不完全行列を構成することによって明らかにした。
19世紀中ごろ、ジョゼフ・リウヴィルは、スツルムの固有値問題の類似研究を行った。彼らの研究は、今日スツルム＝リウヴィル理論と呼ばれる一分野に発展している。ヘルマン・アマンドゥス・シュヴァルツは一般の定義域上でのラプラス方程式の固有値についての研究を19世紀の終わりにかけて初めて行った。一方、アンリ・ポアンカレはその数年後ポアソン方程式について研究している。
20世紀初頭、ヒルベルトは、積分作用素を無限次元の行列と見なしてその固有値について研究した。ヒルベルトは、ヘルムホルツの関連する語法に従ったのだと思われるが、固有値や固有ベクトルを表すために ドイツ語の eigen を冠した最初の人であり、それは1904年のことである。ドイツ語の形容詞 "eigen" は「独特の」「特有の」「特徴的な」「個性的な」といったような意味があり、固有値は特定の変換に特有の性質というものを決定付けるということが強調されている。英語の標準的な用語法で "proper value" ということもあるが、印象的な "eigenvalue" の方が今日では標準的に用いられる。フランス語では valeur propre である。
固有値や固有ベクトルの計算に対する数値的なアルゴリズムの最初のものは、ヤコビが対称行列の固有値固有ベクトルを求める手法として（ヤコビの提出したヤコビ法（電子計算機が発明されたときにフォンノイマンが発見したと思われたが実際はヤコビが既に述べていた）、ガウスによる行列の基本変形操作によるヘッセンベルグ形式への還元、などが知られていた）、1929年にフォン・ミーゼスが公表した冪乗法である。今日最もよく知られた手法の一つに、1961年に Francis と Kublanovskaya が独立に考案したQR法がある。

## 定義
線形空間 V（有限次元とは限らない）上の線形変換 A に対して、次の方程式
{\displaystyle A{\boldsymbol {x}}=\lambda {\boldsymbol {x}}}
を満たす零ベクトルでないベクトル x とスカラー λ が存在するとき、x を A の固有ベクトル（右固有ベクトル）、λ を A の固有値と呼ぶ。
- 線型変換 A の固有ベクトル x は、A により写しても、その方向は変わらず、定数倍されるだけの影響しか受けない（拡大率が 1 なら全く影響を受けない）ベクトルで、零ベクトルでないもののことである。
  - V が関数空間である場合には、固有ベクトルのことを固有関数ともいう。
- 線型変換 A の固有値は、固有ベクトルのA による拡大率（上の λ）のことである。

空間の線型変換（回転、鏡映、拡大・縮小、剪断、およびそれらの任意の合成）は、それがベクトルに対して引き起こす影響によって視覚化することができる。ベクトルは一点から他の点へ向かう矢印によって視覚化される。
線型変換 A の固有値 λ に対するその固有ベクトルおよび零ベクトルは部分線形空間をなし、これを固有空間という。固有値 λ の固有空間 W(λ) は次の式で表せる（Ker は核、I は恒等変換を表す）：
{\displaystyle W(\lambda )=\operatorname {Ker} (\lambda I-A)}
- 固有空間の次元をその固有値の幾何的重複度という。n次正方行列 A の固有値 λ の幾何的重複度は次の式で求められる：

{\displaystyle \dim W(\lambda )=n-\operatorname {rank} (\lambda I-A)}
- 有限次元ベクトル空間上の線型変換のスペクトルとは、その変換の固有値全体の成す集合のことである。無限次元の場合はもう少し複雑になって、スペクトルの概念はそのベクトル空間の位相に依存する。

## 固有多項式
体 K の元を成分とする n次正方行列 A の固有値は、体 K 上に存在するとは限らない。このことを含めて、固有値は
、次のようにして求めることができる。
A の固有値 λ が満たすべき条件は、
{\displaystyle A{\boldsymbol {x}}=\lambda {\boldsymbol {x}}}
すなわち
{\displaystyle (\lambda I-A){\boldsymbol {x}}={\boldsymbol {o}}}
を満たす x ≠ o が存在することである。ただし、I は単位行列である。
線形方程式・行列式の理論より、この条件は
{\displaystyle \det(\lambda I-A)=0}
となる。この方程式のことを固有方程式（または特性方程式）という。固有方程式は λ についての n次代数方程式であり、A は、この方程式の解として、重複度（代数学的重複度）を込めて（基礎体の代数的閉包上）n個の固有値を持つことが分かる。
特に行列 A が実対称（あるいはエルミート）の場合、固有方程式は永年方程式とも言われる。
- 実対称かエルミートの固有値は必ず実数になる。
- 実対称かエルミートである行列の、固有値を異にする固有ベクトルは相互に直交する（内積が 0 である）。

n が大きければ固有値問題は数値的対角化手法（→ヤコビ法、ハウスホルダー法など）によって解くこととなる。行列 A が実対称やエルミートでない場合は、これを解くことは一般に難しくなる。

## 例
例えば、三次元内の回転変換の固有ベクトルは回転軸の中にある。この変換の固有値は 1 のみで、固有値は 1 の固有空間は回転軸である。固有空間が一次元であるから、この固有値 1 の幾何的重複度は 1 であり、スペクトルは実数である固有値 1 唯一つのみからなる。
別の例として、右のモナ・リザの画像の変形のような剪断変換の正方行列を考える：
{\displaystyle A={\begin{bmatrix}1&0\\-{\frac {1}{2}}&1\end{bmatrix}}}
まず、この行列の固有多項式を求める。
{\displaystyle {\begin{aligned}\det(\lambda I-A)&=\det \!\left(\lambda {\begin{bmatrix}1&0\\0&1\end{bmatrix}}-{\begin{bmatrix}1&0\\-{\frac {1}{2}}&1\end{bmatrix}}\right)\\&=(\lambda -1)^{2}\end{aligned}}}
故に、この行列 A の固有方程式は
(λ − 1)2 =0
で、この場合の A の固有値は、ただ一つ λ = 1 のみである。この固有値 1 の固有空間は変換 1I − A の零空間、すなわち線型方程式 (I − A)x = 0 の解空間であり、
{\displaystyle {\begin{bmatrix}0&0\\{\frac {1}{2}}&0\end{bmatrix}}{\begin{bmatrix}x_{1}\\x_{2}\end{bmatrix}}=0}
の解 x 全体である。この方程式の解空間は、
{\displaystyle {\boldsymbol {x}}={\begin{bmatrix}0\\c\end{bmatrix}}\quad (c\in \mathbb {K} )}
となる。ここで c は任意の定数である。つまり、この形に表される（この場合、真上または真下を向いている）ベクトルで零ベクトルでないものは全てこの行列 A の固有ベクトルである。
一般に、2次正方行列は代数的重複を込めて2つの固有値をもち、固有値それぞれに関する固有ベクトルをもつ。ほとんどのベクトルが行列の作用によってその長さと方向の両方を変えるのに対して、固有ベクトルは向きつき長さのみが変化し、方向は変わらない。

### その他の例
地球が自転すると、地球中心から地表の各地点へ向かう矢印も一緒に向きが変わる。しかしこの回転軸上にあるベクトルだけは向きが変わらない。たとえば、地球の中心から北極あるいは南極へのベクトルはこの変換の固有ベクトルとなるが、赤道に向いているベクトルは固有ベクトルとはならない。また、地球が回転してもこのベクトルの大きさは変わらないので、この固有値は 1 である。
別の例として、ゴムシートをある固定された一点から全方向に向かって伸ばすような変換を考える。ゴムシート上のあらゆる点と点の間の距離が 2倍になるように引き伸ばすとすると、この変換の固有値は 2 になる。この場合、固定された点からシート上のあらゆる点に向かうベクトルはすべて固有ベクトルになり、固有空間はこれらのベクトルすべてからなるような集合となる。

境界が固定されたひもの定常波の振動数もまた固有値の例である。

ベクトル空間は、二次元や三次元の幾何的な空間だけとは限らない。さらに別の例として、ちょうど弦楽器における弦のような、両端が固定されたひもを考えよう（図2）。このひもが振動しているとき、ひも上の各原子が、ひもがぴんと張った時の位置（釣り合いの位置）から動いた距離（変位）は、ひもを構成する原子の個数分だけの次元をもつベクトルの構成部分として表すことができる。このひもが連続的な物体でできていると仮定しよう。このとき、ひもの各点の加速度を表す式（運動方程式）を考えると、その固有ベクトル（より正確には固有関数）は定常波となる。
定常波では、ひもの加速度とひもの変位が常に一定の比例係数で比例する。その比例係数が固有値である。その値は、角振動数を ω とすると、−ω2 に等しい。
定常波は時間とともに正弦的な振幅で伸縮するが、基本的な形は変わらない。

## 正定値と半正定値
- エルミート行列 A の固有値が全て正の場合に、その行列 A は正定値[注 1]であるという（正定値行列）。
- エルミート行列 A の固有値が全て非負の場合に、その行列 A は半正定値であるという（半正定値行列）。

この定義は対角化を用いることにより、二次形式の正定値、半正定値の定義と同値の関係であることが確認できる。

## 量子力学における固有値問題
量子力学においては固有値問題が次のような形で現れる。まず、系の状態は、「状態ベクトル」というもの（波動関数ともいう）で表現されると考える。そして、その状態ベクトルは、シュレーディンガー方程式に従って時間的に変化すると考える。このとき、系が時間的に変化しない定常状態（厳密に言うと、時間的に変化するものが状態ベクトルの位相に限定される場合）、シュレーディンガー方程式は、変数分離法によって、以下のようになる：
{\displaystyle i\hbar {\frac {\partial }{\partial t}}|\mathbf {x} \rangle =H|\mathbf {x} \rangle =\epsilon |\mathbf {x} \rangle ,}
and
{\displaystyle H|\mathbf {x} \rangle =\epsilon |\mathbf {x} \rangle .}
ここで、Hは系のハミルトニアンであり、|x⟩ は状態ベクトルである。これは固有値問題そのものである。上の方程式を解くことで固有値 ε が求まる。この ε を用いて、下の方程式を解くと、状態ベクトルの位相は{\displaystyle \epsilon /\hbar } の角速度で変化することが分かる。ところが量子力学の原理によると、系のエネルギーは、系の位相の角速度の{\displaystyle \hbar }倍である。すなわち、この固有値 ε は、系のエネルギーに相当する。そこで、ε をエネルギー固有値、またはエネルギー準位と呼ぶ。この時、状態ベクトルxはハミルトニアンの固有ベクトルになっており、そのような状態をエネルギー固有状態という。
ハミルトニアンはエルミート演算子であり、従って、異なる固有値に対応する固有ベクトルは互いに直交している。ハミルトニアンに限らず、任意の物理量は、それぞれエルミート演算子に対応する。それらに関する固有ベクトルは、それらの物理量が確定している状態であり、その固有値が、その状態での物理量の値となる。
実際の多電子系などの数値計算においてはエルミート演算子を有限サイズのエルミート行列で近似することになる。つまり、本来、状態ベクトルのなすヒルベルト空間が無限次元であれば、行列による表現は無限行、無限列であるが、これは現実に計算することは不可能なので、有限の大きさに切断して近似的に計算が実行される。波動関数は適当な基底関数の線型結合（重ねあわせ）で表現され、求めるべき基底関数の展開係数を並べたものが、そのエルミート行列の固有ベクトルに相当することになる。展開係数の数も本来無限個必要であるが、有限の数で切断（カットオフ）される。切断は、求めるべき物理量（全エネルギーなど）が精度として十分に収束するところで行う必要がある（解くために必要な数値計算量にも依存する）。

## 解析ソフト
- NAG
- IMSL
- MATLAB
- GNU Octave
- INTLAB